# Gia Farrell
Pour les articles homonymes, voir Farrell.
Gia Farrell (née Jeannie Bocchicchio est née le 9 février 1989 à Suffern, dans l'État de New York, aux États-Unis) est une chanteuse américaine qui était sous contrat avec Atlantic Records. Elle a enregistré son premier single "Hit Me Up" en novembre 2006. Elle a également réalisé une des musiques de génériques du film Step Up. Son premier album devrait paraître dans les bacs en 2008

## Biographie
Gia Farrell a grandi à Suffern, État de New York, dans une famille originaire d'Italie. Elle a un petit frère. À son plus jeune âge, elle a commencé à chanter. Sa famille a appuyé sa passion et elle a commencé des leçons de chant à l'âge de 8 ans. Elle a continué à former sa voix tout au long de son adolescence en vedette dans une production locale de Guys and Dolls et l'ouverture à Fat Joe, où elle interprète des chansons de Beyoncé et Mariah Carey.
À son adolescence, son agent l'a amenée à plusieurs labels pour obtenir un disque. En 2005, elle a signé avec Atlantic Records.
Elle dit qu'elle est inspirée par des artistes comme Whitney Houston, Mariah Carey et Christina Aguilera. Comme elle l'affirme elle-même: "... J'admire leur voix. Comment ils chantent ces grandes ballades." À l'âge de 13 ans, elle avait séduit le jury sur Showtime At The Apollo et a été nommée un de leurs "meilleurs artistes de l'année». Elle a été également sur Ed McMahon 's Next Big Star et Star Search. Farrell est capable de chanter dans le registre sifflet, comme entendu dans ses chansons "You'll Be Sorry", "Stupid For You", "Got Me Like Oh!" (en vedette dans le film PS I Love You), et "Do You Know What It's Like".

## 2006 - 2007: Hit Me Up et le premier album
Gia Farrell sort son premier single en novembre 2006, inclus le single "Hit Me Up". Le titre eut un franc succès et a figuré dans la bande sonore du film d'animation Happy Feet. La chanson remporte un franc succès en Europe et atteint la 6e place du Top 50 en Australie. "Hit Me Up" est sorti en Amérique le 29 janvier 2007. Pour les fêtes de fin d'année de 2006, Gia Farrell sort Everyday of Christmas.
En avril 2007, Gia Farrell a chanté l'hymne national des États-Unis à Cincinnati Reds, pour l'ouverture du championnat de baseball. Elle était présente sur le char pour la parade de la célébration d'ouverture.
En décembre 2007, Farrell a été abandonnée par Atlantic Records. Aucune annonce d'un nouvel enregistrement a été conclu.

## Discographie

### Albums
- Gia Farrell (2008)

### Singles
| Année | Titre       | U.S | UK | AUS | P-B | NZ | ALL | FIN | HON | Album          |
| ----- | ----------- | --- | -- | --- | --- | -- | --- | --- | --- | -------------- |
| 2006  | "Hit Me Up" | -   | -  | 6   | 17  | -  | 29  | 8   | 1   | Happy Feet OST |